# あきばるいき
あきば るいきは、日本の漫画家。女性。

## 来歴
2001年、スクウェア・エニックス刊行の雑誌『月刊Gファンタジー』誌上で行われていた「ゲームコミックチャレンジ賞」での受賞をきっかけに、同社刊行の『スーパーコミック劇場』（ゲームアンソロジー）にて執筆を始める。2004年、メディアワークス主催の『第1回電撃コミックグランプリ』オリジナル部門でグランプリを受賞し、数本の読み切り作品を発表する。この頃からペンネームを『秋葉るいき』から、現在の『あきばるいき』に改名する。
その後、しばらく目立った活動がなかったが、2010年から2013年にかけて一迅社刊行の4コマ漫画雑誌『まんがぱれっとLite』（同誌休刊後は『まんが4コマぱれっと』）にて、『ひぐらしのなく頃に』の外伝4コマ漫画『ひぐらしのなく恋に All you need is love』を連載している。

## 作品リスト
- ひぐらしのなく恋に All you need is love：『まんがぱれっとLite』 → 『まんが4コマぱれっと』、『4コマKINGSぱれっとコミックス』全3巻
- 私たちは恋を知らない：『まんがライフWIN』、竹書房 全3巻
- ちっちゃい先輩シリーズ[1]
  - ちっちゃい先輩が可愛すぎる。：『まんがタイムファミリー』2017年9月号 - 2018年5月号 → 『まんがホーム』2018年5月号 - 2019年9月号、『まんがタイムコミックス』全2巻
  - ちっちゃい彼女先輩が可愛すぎる。：『COMIC FUZ』2019年10月7日 - 2020年2月3日、『まんがタイムコミックス』全1巻
  - ちっちゃい彼女先輩と同棲します。：『まんがホーム』2020年11月号 - 2021年8月号（『COMIC FUZ』でも同時配信）、『まんがタイムコミックス』全1巻
- 島崎奈々@お仕事募集中：『ストーリアダッシュ』2020年4月3日 - 連載中、『バンブーコミックス』既刊8巻
- 妻が完璧すぎるので、ちょっと乱していいですか？：『COMIC FUZ』2021年11月11日 - 連載中、『FUZコミックス』既刊5巻